# 질경련
질경련(膣痙攣, 영어: vaginismus, vaginism, genito-pelvic pain disorder)은 성교, 손가락 삽입, 생리컵이나 탐폰의 삽입, 부인과학 시험에서 수반되는 삽입(팹 테스트)을 포함한 질내 삽입 시 경련을 일으키는 질병이다. 질경(膣痙)이라고도 한다. 이것은 불수의적인 질근육 경련으로 인해 발생하는데, 어떠한 종류의 질 삽입이 있으면 고통스럽거나 불가능하기까지 하다.
질경련이 있는 여성은 의식적으로 경련을 통제하지 못한다. 질경련의 반사 작용은 물체가 가까이 올 때 눈을 깜박이는 반응과 비교할 수 있다. 삽입 중의 통증(성교를 포함)뿐 아니라 질경련의 심각도는 여성마다 차이가 있다.

## 같이 보기
- 성교통
- 질입구주름
- 외음부통
- 골반 검사